# Ceratitis capitata
Pour les articles homonymes, voir Cératite.
Espèce
Ceratitis capitata, la mouche méditerranéenne des fruits, est une espèce d'insectes diptères de la famille des Tephritidae, originaire d'Afrique subsaharienne. C'est la seule espèce de son genre présente en Europe.
C'est un insecte ravageur de nombreuses cultures fruitières, présent dans toutes les régions de climat méditerranéen des deux hémisphères.
Noms vernaculaires : mouche méditerranéenne des fruits, mouche méditerranéenne, mouche des fruits, mouche de l'oranger, cératite.

## Synonymie
- Tephritis capitata (Wiedemann, 1824)
- Trypeta capitata (Wiedemann, 1824)
- Ceratitis hispanica (Breme, 1842)
- Ceratitis citriperda (Macleay, 1829)
- Ceratitis citripeda (Efflatoun, 1924)
- Pardalaspis asparagi (Bezzi, 1924)

## Biologie

### Cycle de vie
Les mouches adultes pondent leurs œufs sous l'épiderme des fruits, particulièrement là où la peau est déjà déchirée. L'œuf éclot au bout de trois jours, et la larve se développe à l'intérieur du fruit en se nourrissant de la pulpe. Les adultes n'ont qu'une faible capacité à se disperser mais le commerce international des fruits peut transporter des fruits infectés à des milliers de kilomètres.

### Ennemis naturels
La mouche méditerranéenne des fruits est attaquée par de nombreuses espèces de guêpes parasitoïdes de la famille des Braconidae. Certaines d'entre elles, telles que Diachasmimorpha tryoni et Diachasmimorpha longicaudata, sont capables de détecter les larves à l'intérieur des fruits. Les guêpes déposent leurs œufs dans le corps des asticots grâce à leur ovipositeur. La larve de la guêpe se développe en consommant son hôte au cours de la nymphose. La guêpe adulte émerge ensuite de la pupe du défunt asticot.
De nombreux prédateurs généralistes des insectes attaquent également la mouche des fruits, c'est le cas notamment des fourmis (comme Linepithema humile, la fourmi d'Argentine ou Solenopsis geminata, la fourmi de feu tropicale), araignées, mantes et réduves. Les oiseaux, notamment les poules, attaquent les larves qui émergent des fruits, tandis que certains nématodes entomopathogènes du sol attaquent les larves, lorsque celles-ci s'enterrent pour la nymphose, ou les pupes (chrysalides),.

## Description
Œuf : blanc, fuselé, 1 mm de long.
Larve : blanc jaunâtre longue de 7 à 8 mm.
Nymphe : pupe marron rougeâtre.
L'adulte mesure de 5 à 6 mm de long, soit environ les deux tiers de la taille d'une mouche domestique. 
Le corps est de couleur jaunâtre, virant au brun dans certaines parties, en particulier l'abdomen, les pattes et certaines taches sur les ailes. 
L'abdomen de forme ovale, est revêtu à la face supérieure de fines soies noires dispersées, et présente deux bandes transversales plus claires dans la partie basale. 
La femelle se distingue par son abdomen plus volumineux et par sa longue tarière située à l'extrémité de l'abdomen.
Le thorax est convexe à sa face supérieure, de couleur blanc-crème à jaunâtre, marbré de taches noires. Le scutellum est noir  dans  sa  moitié  apicale, traversée  par  une  ligne  jaune  sinueuse  sub-basale.
Les ailes, longues de 4 à 6 mm, sont généralement tenues dans une position tombante chez les mouches vivantes. Elles sont larges, transparentes et vitreuses avec des marques noires, brunes et jaune brunâtre, avec des reflets plus ternes. Elles présentent dans leur milieu une bande transversale assez large, jaune brunâtre.
Le mâle porte sur la tête, insérées entre les yeux près des antennes, deux soies orbitales modifiées en appendices spatulés, à l'extrémité pointue, un peu en forme de losange, et de couleur noire. Ces appendices différencient la mouche méditerranéenne des fruits des espèces apparentées du sous-genre Ceratitis. Les yeux sont pourpre rougeâtre,.

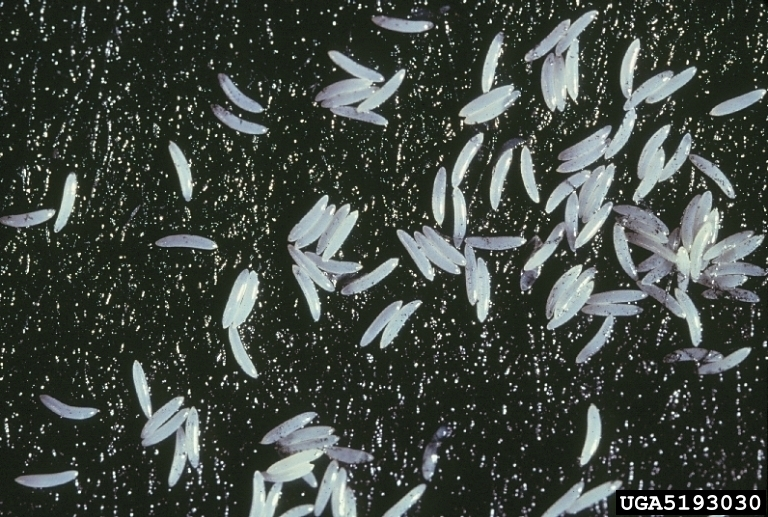
Œufs.
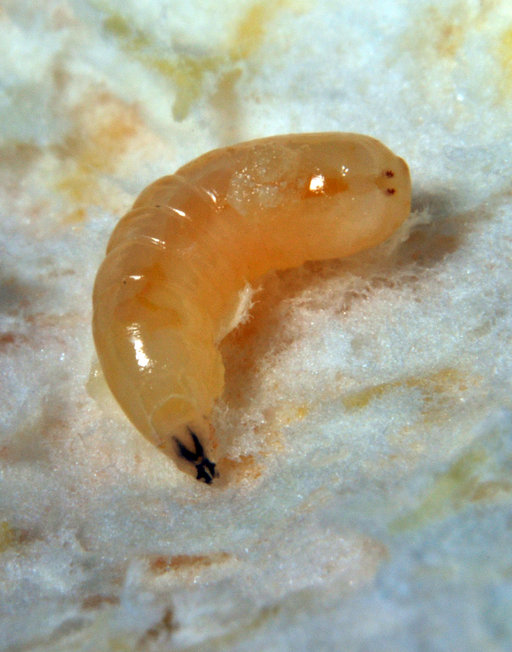
Larve.
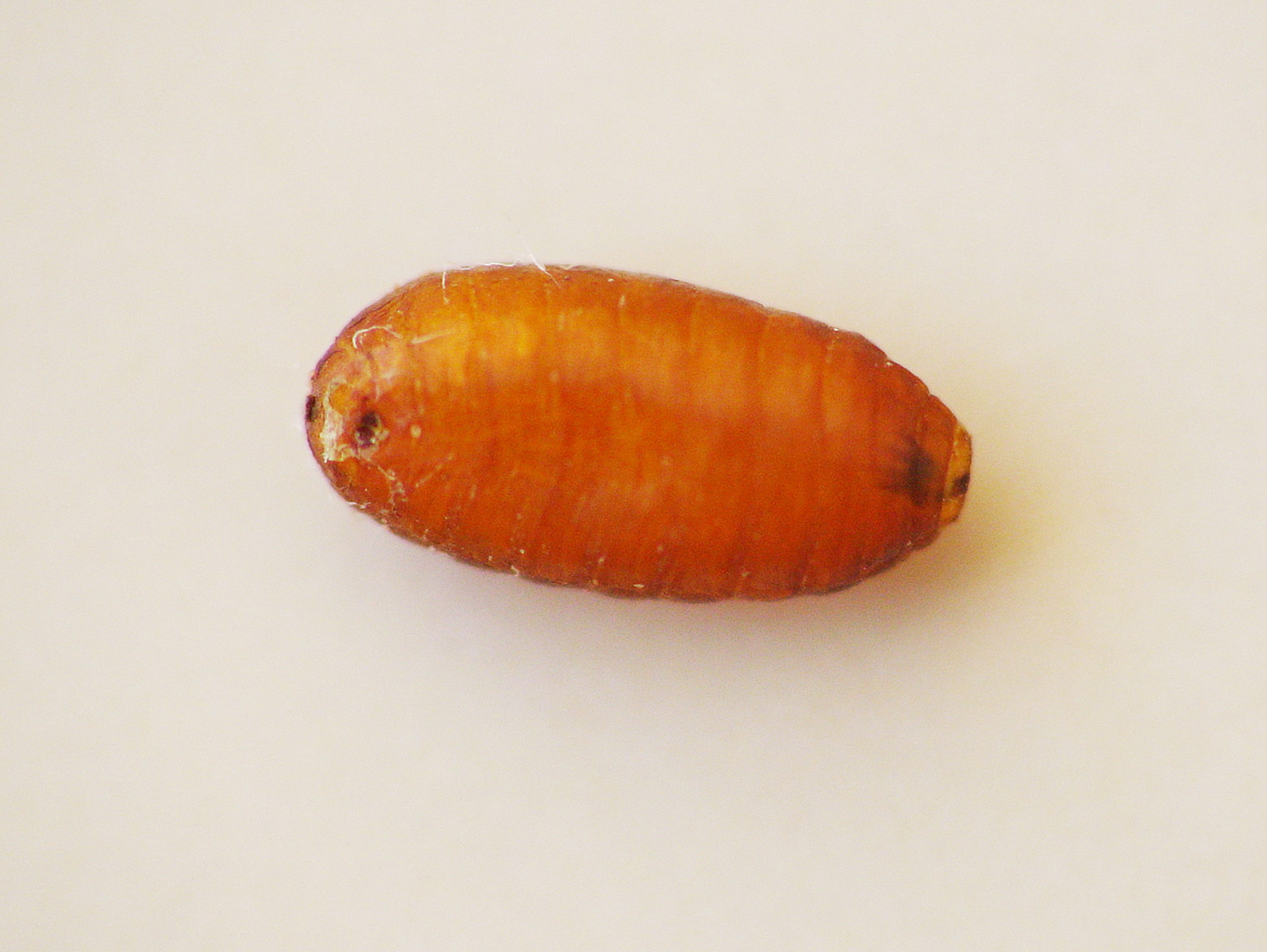
Pupe.
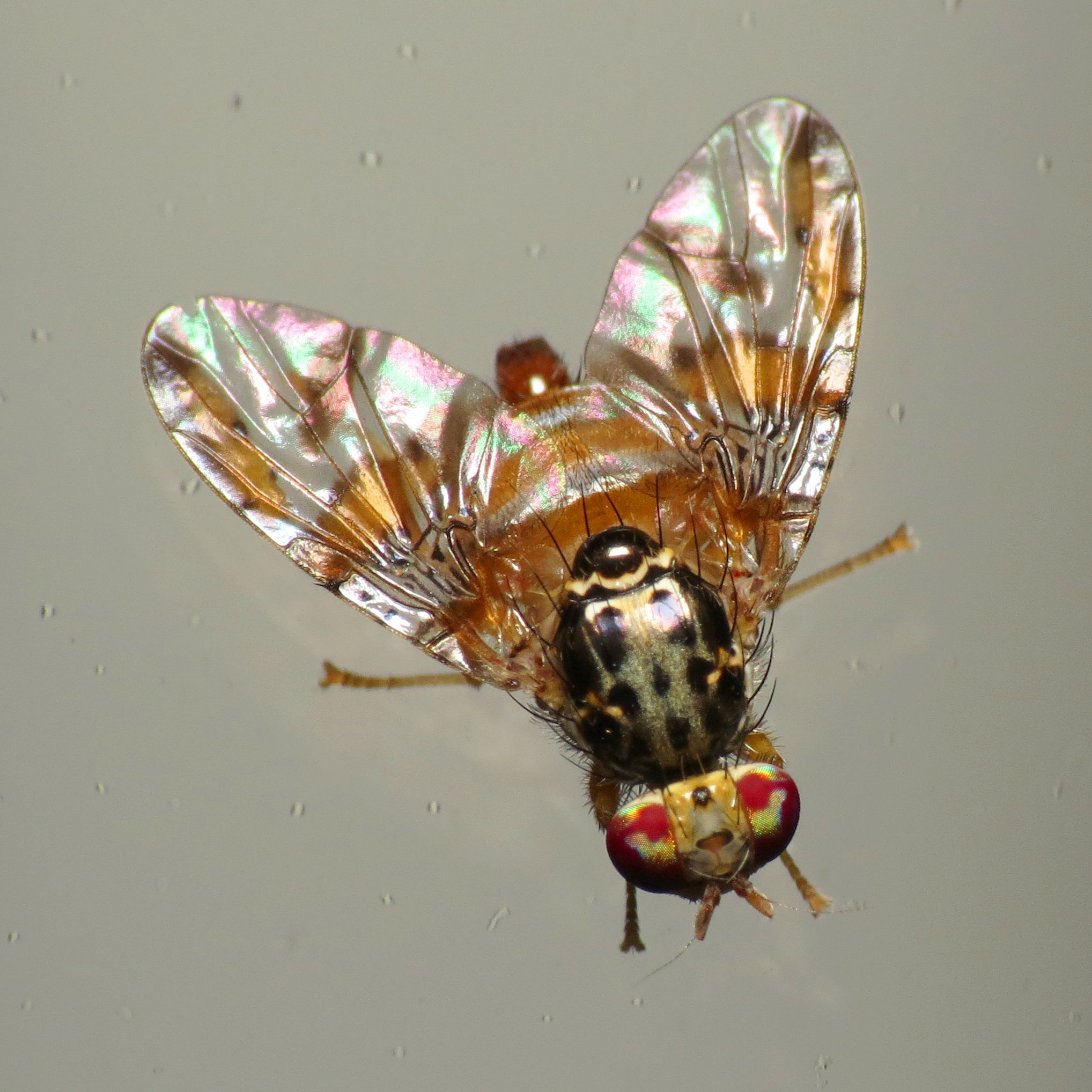
Adulte femelle, vue dorsale.
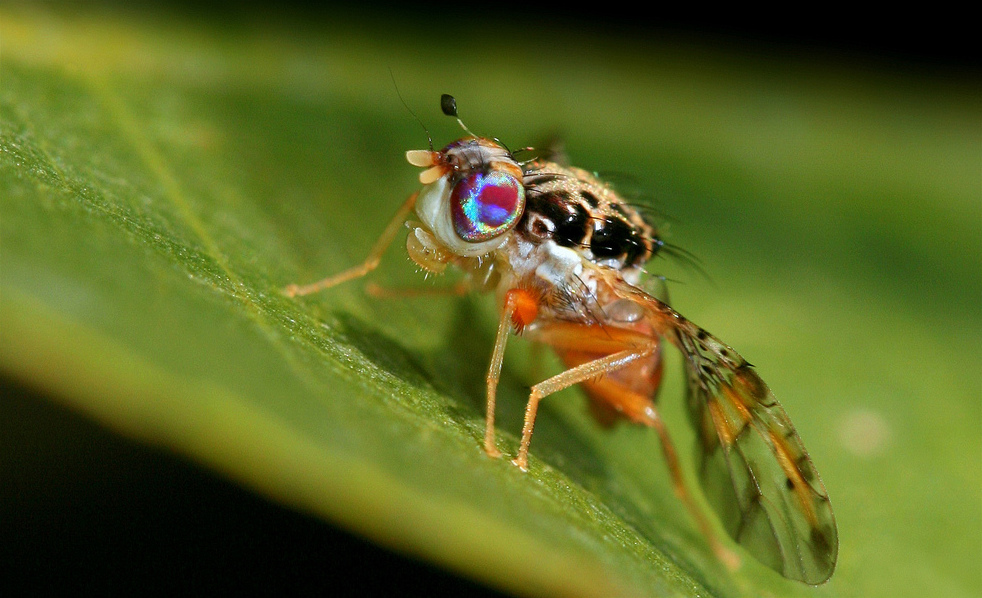
Adulte mâle, vue latérale.

## Distribution
L'aire de répartition de la cératite, Ceratitis capitata, comprend l'Afrique, le bassin méditerranéen et de nombreuses régions du monde, incluant l'Australasie, l'Amérique centrale et l'Amérique du Sud (notamment le Brésil).
En France, son apparition remonte à 1885, dans le Sud. Sur le continent africain, la mouche a été repérée pour la première fois au Kenya en 2003, avant qu'elle ne se répande dans d'autres pays. Elle était déjà recensée au Sénégal un an plus tard.
La zone d'habitat de cet insecte pourrait augmenter avec le réchauffement climatique. Une étude parue dans Nature en 2021 indique que le changement climatique expose les régions tempérées à de possibles invasions de l'insecte.
Pays dans lesquels la mouche méditerranéenne des fruits, Ceratitis capitata, est établie :
- Europe : Albanie, Croatie, Chypre, Espagne  (y compris  les  îles Baléares  et Canaries), France (uniquement dans le sud), Grèce (y compris la Crète), Italie, Malte, Portugal (y compris les Açores et Madère), Slovénie, Suisse (répartition restreinte).
- Asie : Arabie Saoudite, Israël, Jordanie, Liban, Syrie, Turquie, Yémen.
- Afrique : Afrique du Sud, Algérie, Angola, Bénin, Burkina Faso, Burundi, Botswana, Cameroun, Cap-Vert, Congo, Côte d'Ivoire, Égypte, Éthiopie, Gabon, Ghana, Guinée, Kenya, Liberia, Libye, Madagascar, Malawi, Mali, Maurice, Maroc, Mozambique, Niger, Nigeria, Ouganda, La Réunion, Sainte-Hélène, Sao Tomé-et-Principe, Sénégal, Seychelles, Sierra Leone, Soudan, Tanzanie, Togo, Tunisie, Zaïre, Zimbabwe.
- Amérique centrale : Antilles néerlandaises, Costa Rica, El Salvador, Guatemala, Honduras, Jamaïque, Nicaragua, Panama.
- Amérique du Sud : Argentine, Bolivie, Brésil (Espirito Santo, Goias, Minas Gerais, Paraná, Rio Grande do Sul, São Paulo), Colombie, Équateur, Paraguay, Pérou, Suriname, Uruguay, Venezuela.
- Océanie : Australie-Occidentale, Îles Mariannes du Nord[7].

En Amérique du Nord, l'espèce a été introduite aux États-Unis (Floride, Californie, Texas), aux Bermudes et au Mexique, mais elle y a été déclarée officiellement éradiquée. Elle n'est plus présente sur le territoire américain qu'à Hawaï. Elle a également été éradiquée au Belize, au Chili, dans le sud de l'Ukraine et en Nouvelle-Zélande où elle avait été introduite accidentellement.

## Invasions et éradication
L'espèce est responsable de 900 millions de dollars de perte par an dans les seuls vergers californiens.
 (décembre 2016).
Améliorez-le ou discutez des points à vérifier. 
 Elle cause des dommages dans une grande gamme de cultures fruitières. 
La cératite représente un important insecte ravageur, provoquant de gros dégâts dans les cultures fruitières (en particulier les agrumes et les pêches). Les dommages résultent à la fois des piqûres lors de la ponte dans les fruits, l'alimentation par les larves, et la décomposition des tissus végétaux par des micro-organismes envahisseurs secondaires (bactéries, champignons) entraînant la putréfaction des fruits.

## Contrôle et éradication

### La technique de la mouche stérile
L'utilisation de la technique de mâles stériles a permis l'éradication de l'espèce dans plusieurs régions. Promue par la FAO et l'Agence internationale de l'énergie atomique, une technique nucléaire a recours aux rayons gamma pour irradier des mouches mâles et ainsi les stériliser. Elles sont sexuellement actives, mais ne peuvent donner de descendance. 
Le développement de cette technique de la mouche stérile en France contre le Ceratitis capitata était étudié en 2021 par deux laboratoires de l'Institut national de la recherche agronomique. 
En Républicaine dominicaine, elle a été employée après une invasion dans l'Est du pays, à partir de mars 2015. En juillet 2017, l'invasion était officiellement éradiquée. En février 2020, l’Institut de la santé et de la qualité agricoles de Mendoza, en Argentine, annonçait la vente de 440 millions de mouches stériles au Maroc pour lutter contre une invasion dans la région de Souss-Massa.
En avril 2021, un centre récent d’élevage de mouches stériles, cofinancée par la FAO et l'Agence internationale de l'énergie atomique, a été sollicité pour contrer des foyers d'invasion détecté dans l'État de Colima, au Mexique. Susceptible de produire un milliard de mouches stériles par semaine, le centre a envoyé ses insectes dans la région. L'opération devait se poursuivre jusqu'en juin 2022.

### Les autres techniques
D'autres techniques consistent à piéger en masse les insectes ou de recourir à des produits chimiques. Ainsi, en 1980, la Californie a procédé à l'épandage de malathion par hélicoptère pendant plusieurs mois.